# Lassie és barátai
A Lassie és barátai (eredeti cím: The new adventures of Lassie) indiai–francia–német–amerikai televíziós 2D-s számítógépes animációs sorozat, amelyet Perrine Rogier, Igor David és Jeroen Dejonckheere alkotott. A forgatókönyvet Jill Brett, Natalie Altmann, Clement Calvet és Valérie Baranski írta, Jean Cristophe Roger rendezte, a zenéjét Guy Michelmore szerezte, a producere Doug Schwalbe, Catherine Esteves, Shailaja Reddy és Clément Calvet, a főszerepekben Jean-Marie Viollet, Felix Davin, Alexandre Jaclain és Marie Doyeux hangja hallható. A Dreamworks Classic, a Superights és a Superprod készítette, a DQ Entertainment és a ZDF Enterprises forgalmazta. Magyarországon 2014. november 20-ától a Minimax kezdte el adni 15 résszel összevissza, majd 2015. március 11-étől újra kezdte adni 26 résszel sorrendben.

## Ismertető
Lassie, a főhős, aki okos, bátor és hős kutyalány. Most izgalmas, szórakoztató, és humoros kalandokban látható újból a képernyőn. Lassie mindig felkészül rá, hogy kedves kis gazdájának, megmentésére siessen, akinek neve Zoe. Ezek ám igazán nehéz feladatok, amelyekkel szembe néz, mert Zoe-nak a kalandok után, olyan csillapíthatatlan a vágya, amely épp olyan óriási, mint a Grand Mountain Nemzeti Park. Ez a park, a hősök hazája. Zoe értelmes, tapasztalt, és jószívű kislány, és mivel Lassie-nek nem is kell értenie az emberek nyelvét ahhoz, hogy kiválóan megértse az emberek érzéseit, így igazán nagyon jó társ Zoe mellett.

## Szereplők
| Szereplő         | Eredeti hang | Magyar hang     | Leírás |
| ---------------- | ------------ | --------------- | --- |
| Lassie           | ?            | Sági Tímea      | A barna szőrű skót juhászkutyalány, aki bátor, ügyes, és hűséges.                                                             |
| Zoe Parker       | ?            | Gulás Fanni     | A vörös hajú, zöld szemű, szeplős kislány, aki Lassie értelmes, tapasztalt, és jószívű gazdája. Graham és Sarah Parker lánya. |
| Seth Smith       | ?            | ?               | A barna hajú, barna szemű lány.                                                                                               |
| Harvey Smith     | ?            | Penke Bence     | A barna hajú, barna szemű fiú, aki Zoe jó barátja, és elkíséri kalandozás közben.                                             |
| Beth Smith       | ?            | ?               | Harvey anyukája, jó barátja Parkeréknek.                                                                                      |
| Sarah Parker     | ?            | Zsigmond Tamara | A vörös hajú, kék szemű, fiatal nő, aki Zoe anyukája, és a házi munkát végzi otthon.                                          |
| Graham Parker    | ?            | Zámbori Soma    | A barna hajú, barna szemű, fiatal férfi, aki Zoe apukája, és ellenőrzi az erdőt.                                              |
| Noch Conelly     | ?            | ?               | A szőke hajú férfi, aki erdőjáró.                                                                                             |
| Mrs. Lee         | ?            | Gruiz Anikó     | Az ősz hajú, szemüveges öreg néni, egy parkbéli turistabolt tulajdonosa, Parkerék jó barátja.Biff gazdája.                    |
| Mike             | ?            | ?               | A fekete hajú, zöld szemű, szemüveges, fiatal fiú, aki a tornádó vadászok egyik fiútagja.                                     |
| Joe              | ?            | ?               | A szőke hajú, barna szemű, szemüveges, fiatal fiú, aki a tornádó vadászok másik fiútagja.                                     |
| Pam              | ?            | ?               | A szőke hajú, kék szemű, fiatal lány, aki a tornádó vadászok egyetlen lánytagja.                                              |
| Mary             | ?            | ?               | A fekete hajú, zöld szemű, fiatal lány, aki a farkas-szikla egyik mászója.                                                    |
| Airin            | ?            | ?               | A szőke hajú, barna szemű, fiatal lány, aki a farkas-szikla másik mászója.                                                    |
| Jennifer Rash    | ?            | ?               | Az őszülő hajú, barna szemű, öreg néni, aki járja az erdőt.                                                                   |
| Carl Rash        | ?            | ?               | Az ősz hajú, félig-eddig kopasz, kék szemű öreg bácsi, aki járja az erdőt.                                                    |
| Kincsem          | ?            | ?               | A szőke hajú, kék szemű kislány, anyukája így szólítja, átmenetileg Houdini-t eteti, és öltözteti.                            |
| Frances          | ?            | ?               | Az ősz hajú, kék szemű, öreg néni, Ajda barátnője, ideiglenesen magszakadt köztük a kapcsolat.                                |
| Ajda             | ?            | ?               | Az ősz hajú, kék szemű, öreg néni, Frances barátnője, ideiglenesen magszakadt a barátságuke                                   |
| Robert Humprey   |              |                 | A hotel üzemeltetője a Grand Mountain parkban.                                                                                |
| Gail Humprey     |              |                 | Robert Humprey felesége. |
| Samantha Humprey | ?            | ?               | A barna hajú, kék szemű tinilány, van öt barátja, akikkel a jégen korcsolyázott. Robert Humprey unokahúga.                    |
| Biff             | ?            | Háda János      | A barna szűrő, duci mopszfiú, aki Lassie játszótársa.Mrs.Lee kutyája.                                                         |
| Looper           | ?            | Vári Attila     | A szürke szőrű, szürke-fekete csíkos farkú mosómedve.                                                                         |
| Houdini          | ?            | Szokol Péter    | A vörös szőrű hörcsög, aki Parkerék klinikáján él.                                                                            |
| Pica             | ?            | Czető Zsanett   | A szürke tollú szarka. |
| Zuli             | –            | –               | A kék tollú, csiripelő madár.                                                                                                 |

## Epizódok
| #         | #   | Magyar cím                           | Eredeti cím                                   | Magyar premier     | Eredeti premier     |
| --------- | --- | ------------------------------------ | --------------------------------------------- | ------------------ | ------------------- |
|           |     |                                      |                                               |                    |                     |
| ELSŐ ÉVAD |     |                                      |                                               |                    |                     |
|           |     |                                      |                                               |                    |                     |
| 1.        | 1.  | Zuli megmentése                      | Saving Zuli                                   | 2014. november 20. | 2014 február 23.    |
|           |     |                                      |                                               |                    |                     |
| 2.        | 2.  | Orvvadászok!                         | Poachers in the park!                         | 2015. március 12.  | 2015 január 11.     |
|           |     |                                      |                                               |                    |                     |
| 3.        | 3.  | Aranyláz                             | Gold Rush!                                    | 2014. november 21. | 2014 január 19.     |
|           |     |                                      |                                               |                    |                     |
| 4.        | 4.  | Veszély a hegyen                     | Danger on the mountain                        | 2015 március 14.   | 2015 január 18.     |
|           |     |                                      |                                               |                    |                     |
| 5.        | 5.  | Dan Montalgne kincse                 | The Treasure of Dan Montalgne!                | 2014. november 22. | 2014 február 15     |
|           |     |                                      |                                               |                    |                     |
| 6.        | 6.  | Az erdőtűz                           | Forest Fire!                                  | 2014. november 23. | 2014 április 9.     |
|           |     |                                      |                                               |                    |                     |
| 7.        | 7.  | Pókcsípés                            | Spider Bite!                                  | 2014. november 24. | 2014                |
|           |     |                                      |                                               |                    |                     |
| 8.        | 8.  | Terelés                              | Roundup!                                      | 2015 március 18    | 2015 január 25.     |
|           |     |                                      |                                               |                    |                     |
| 9.        | 9.  | Farkas támadás!                      | Wolf attack!                                  | 2015 március 19.   | 2014 november 23.   |
|           |     |                                      |                                               |                    |                     |
| 10.       | 10. | A lavina                             | Avalanche                                     | 2014. november 25. | 2014 március 22     |
|           |     |                                      |                                               |                    |                     |
| 11.       | 11. | Szabadnap                            | The day off                                   | 2015. március 21.  | 2015 február 1.     |
|           |     |                                      |                                               |                    |                     |
| 12.       | 12. | A tornádó vadászok                   | The Tornado Hunters                           | 2014. november 26. | 2014 február 22.    |
|           |     |                                      |                                               |                    |                     |
| 13.       | 13. | Hol vagy Lassie?                     | Where's Lassie?                               | 2014. november 27. | 2014 február 8.     |
|           |     |                                      |                                               |                    |                     |
| 14.       | 14  | Ki az okosabb?                       | Who Knows Best?                               | 2014. november 28. | 2014 augusztus 31.  |
|           |     |                                      |                                               |                    |                     |
| 15.       | 15. | Bújócska!                            | Hide and seek!                                | 2015 március 25.   | 2015 február 8.     |
|           |     |                                      |                                               |                    |                     |
| 16.       | 16. | Frances kertje                       | Frances's Garden                              | 2014. november 29. | 2014 február 5.     |
|           |     |                                      |                                               |                    |                     |
| 17.       | 17. | Az óriás-hegy vasparipája            | The Iron Horse of Grand Mountain              | 2014. november 30. | 2014                |
|           |     |                                      |                                               |                    |                     |
| 18.       | 18. | A gyémánt-tó démona                  | The Demon of Diamond Lake                     | 2014. december 1.  | 2014 február 22.    |
|           |     |                                      |                                               |                    |                     |
| 19.       | 19. | Vékony jégen                         | Thin Ice                                      | 2014. december 2.  | 2014 április 12.    |
|           |     |                                      |                                               |                    |                     |
| 20.       | 20. | Csapdában                            | Trapped                                       | 2014. december 3.  | 2014 szeptember 13. |
|           |     |                                      |                                               |                    |                     |
| 21.       | 21. | Zoe mama                             | Momma Zoe                                     | 2014. december 4.  | 2014 január 1.      |
|           |     |                                      |                                               |                    |                     |
| 22.       | 22. | Keselyűk a völgyben                  | Condors in the valley                         | 2015 április 1.    | 2014 szeptember 14. |
|           |     |                                      |                                               |                    |                     |
| 23.       | 23. | Harvey utazása                       | Harvey's journey                              | 2015 április 2.    | 2014 március 1.     |
|           |     |                                      |                                               |                    |                     |
| 24.       | 24. | A Parker család rejtélye             | The secret of the Parker clan                 | 2015 április 3.    | 2014 október 5      |
|           |     |                                      |                                               |                    |                     |
| 25.       | 25. | Az Óriás hegy kaland kihívás 1. rész | The Grand Mountain Adventure Challenge part 1 | 2015 április 4.    | 2014 szeptember 6.  |
|           |     |                                      |                                               |                    |                     |
| 26.       | 26. | Az Óriás hegy kaland kihívás 2. rész | The Grand Mountain Adventure Challenge part 2 | 2015 április 5.    | 2015 február 15.    |